# Мой соловей
«Мой соловей»  (яп. 私の鶯 Watashi no uguisu) — фильм 1943 года, созданный в сотрудничестве японской компанией Тохо Эйга и маньчжурской кинокомпанией Манъэй в пропагандистских целях: после оккупации Маньчжурии японские власти хотели завоевать расположение русских белоэмигрантов. Поскольку целевой аудиторией были русские эмигранты, фильм был снят на русском языке при участии русских и японских актёров. В главной роли снялась звезда компании Манъэй — Ли Сянлань.

## Исторический фон
В конце XIX века, после Реставрации Мэйдзи и успешной модернизации армии, Япония начала агрессивную политику в отношении стран Юго-Восточной Азии и Дальнего Востока. В 1895 году ею был аннексирован Тайвань, в 1910 году был подписан Договор о присоединении Кореи, в 1931 году японцы оккупировали Маньчжурию, на территории которой через год создали марионеточное правительство Маньчжоу-го. Рассчитывая в своей захватнической политике не только на военную мощь, но и на поддержку определённых слоёв населения в завоеванных странах, японцы уделяли большое внимание пропаганде, важной составной частью которой являлась кинопропаганда. С начала широкомасштабных военных действий в Китае в 1937 году и до 1945 года японское кино находилось под контролем государства и военных, в частности Отдела информации императорской армии. В 1939 году был принят Закон о кино, создавший механизмы всеобъемлющего государственного контроля для использования кино в пропагандистских целях. Таким образом, кино стало важнейшим инструментом создания привлекательного образа Японской империи и моделей поведения её идеальных подданных.
Исключительную роль в пропагандистской риторике Японской империи отводили музыке, которая считалась универсальным языком, способным располагать людей. Фильмы, как и во всём мире в то время, как правило, появлялись с тематической песней, песня тиражировалась на пластинках. Отличие от европейского и американского кино было в том, что и сама европейская музыка, и жанр популярной песни для многих обитателей колоний были открытием. В частности, для Маньчжурии музыкальный проект был частью проекта модернизации, и создание симфонического оркестра, оперы, оперетты, как и создание прекрасно оснащённой технически киностудии, строительство дорог, жилых домов с водопроводом, было предметом гордости, аргументом в пользу того, что Япония не уступает западным колониальным державам и способна повести за собой всю Азию.
Сама идея поддержки и популяризации классической европейской музыки в Маньчжурии во многом объясняется музыкальным потенциалом русского Харбина — и у японских, и у корейских, и у китайских музыкантов учителями были выходцы из России. В Харбине и вообще в русской Маньчжурии, как церковная, так и светская музыка служила серьёзным фактором самоидентификации и сплочения русской диаспоры, а кроме того, после революции предоставляла эмигрантам возможность дополнительного или даже основного заработка. В Японии Харбин как город музыкантов и певцов известен был ещё с 1920-х годов, именно из Харбина приезжали в Японию для выступлений оперные и балетные коллективы, дирижёры и балетмейстеры, причем не только жившие там эмигранты, но и гастролёры из России, чей путь в Японию часто пролегал через Харбин, где они также обычно давали концерты. Важнейшим для становления японской симфонической музыки событием были осуществлённые в 1925 г. трёхнедельные гастроли объединённого оркестра, включавшего музыкантов из Москвы, Ленинграда и Харбина, а также японских музыкантов. Считается, что эта акция стимулировала создание симфонического оркестра Токийского радио (позже Японской радиовещательной корпорации NHK).
В 1939 году в Японии с огромным успехом прошли гастроли Харбинского симфонического оркестра под управлением Сергея Швайковского, и именно тогда газета Мансю симбун (Маньчжурская газета) написала о планах маньчжурской киностудии «Манъэй» запечатлеть этот музыкальный коллектив в кинофильме на манер американской ленты Генри Костера «Сто мужчин и одна девушка». Русские артисты и музыканты из Харбина рассматривались как потенциальные участники культурного строительства в Маньчжоу-го, при этом заимствовался опыт России в Маньчжурии, в частности, в области музыкального образования. Таким образом, фильм с участием русских артистов отвечал бы не только требованиям зрелищности и развлекательности, но и политической целесообразности.
К середине 1930-х годов стало ясно, что Харбин не станет главным городом Маньчжурии, им должен был стать отстроенный по генеральному плану новый столичный город Синьцзин (нынешний Чанчунь). Там жили главным образом японцы, работавшие на бывшей КВЖД и её южной ветке ЮМЖД, построенной Японией. Город с более чем стотысячным населением создавался как культурный центр Маньчжоу-Го, там организована была в 1937 г. киностудия «Манъэй», участвовавшая в съёмках фильма «Мой соловей», и создавался симфонический оркестр под патронажем директора студии.
Руководил киностудией «Манъэй» скандально известный Амакасу Масахико, бывший полицейский офицер, который организовал в 1923 г. убийство лидера социалистического и анархистского движения Осуги Сакаэ, его гражданской жены и ребёнка. После нескольких лет тюремного заключения Амакасу получил должность директора киностудии и управлял кинопромышленностью Маньчжурии вплоть до своего самоубийства в 1945 г. Амакасу, не имевший в Японии никакого отношения к кино, в Маньчжурии старался вести себя независимо от японских кинокругов, он делал ставку на местного зрителя и сам подбирал кадры, в том числе неяпонского происхождения. Ведь официальным лозунгом Маньчжоу-Го был «мир и гармония между пятью народами» (японцы, китайцы, маньчжуры, корейцы, монголы), хоть японцы и объявлялись «ведущей» нацией. В целях интеграции русского населения Маньчжоу-Го ещё в 1934 г. был создан специальный орган — «Бюро по делам российских эмигрантов в Маньчжурской империи» (БРЭМ). Через эту организацию осуществлялось управление жизнью русской колонии со стороны японских военных. Наряду с жестким идеологическим контролем и подчас весьма грубым давлением, эта организация спонсировала культурную и образовательную работу. Так было создано Харбинское симфоническое общество, а при нём труппы оперы и оперетты, где русские артисты могли найти себе работу, ведь с середины 1930-х годов велик был отток русской творческой интеллигенции из Харбина в Шанхай, а власти Маньчжоу-Го нуждались в русском «вкладе в общее дело». С началом войны между Германией и СССР число сочувствовавших Советскому Союзу и желавших его победы эмигрантов значительно выросло, и японские власти в Маньчжурии в особенности старались привлечь русскую колонию на свою сторону.

## История создания
Сценарий фильма написан на основе повести «Харбинская певица» известного писателя Осараги Дзиро, знатока и переводчика французской литературы, но также и автора романов из национальной истории, проникнутых духом самурайской морали. Сам Осараги написал и сценарий, который в 1943 г. был напечатан журналом Нихон Эйга (日本映画) в режиссёрской разработке постановщика Симадзу Ясудзиро.
Сами съёмки фильма «Мой Соловей» усилиями газеты «Харбинское время» (издавались оккупационными властями с 1931 года) были превращены в важное культурное событие в жизни города. С февраля по декабрь 1943 года газета регулярно печатала сообщения о ходе съёмок, интервью с участниками проекта, объявления о наборе желающих участвовать в массовках. Съёмки проходили главным образом в Харбине: в фильме представлены живописные виды города и окрестностей, интерьеры русских жилищ и общественных зданий (больница, парикмахерская, вокзал, отель, концертные и театральные залы). Есть также сцены на корабле и в поезде, калейдоскопическое мелькание видов Шанхая, Пекина, Мукдена. Все это очень похоже на так называемые «культурфильмы» (бунка эйга), во множестве снимавшиеся японскими операторами на материке, чтобы знакомить население собственно Японии с новыми подконтрольными территориями и вербовать поселенцев на новые земли. Собственно говоря, съёмкам фильма «Мой соловей» предшествовали съёмки в 1941 г. документального фильма о жизни российской эмиграции в северной Маньчжурии.
Съёмки начались в феврале 1943 года со сцен входа японских войск в Харбин 5 февраля 1932 г., кинематографисты сняли парад по случаю 11-летия этого события, использовав зрителей и участников как массовку. Далее были сняты зимние сцены на натуре и до июня шли съёмки с русскими актёрами. Газета пишет, что фильм намеревались закончить к сентябрю 1943 г., однако этого не случилось, так как на лето режиссёр и съёмочная группа вернулись в Японию. Съёмки продолжились в августе-октябре, именно осенью снимались массовые музыкальные сцены: в опере, на благотворительном концерте, в кабаре.
Фильм «Мой соловей», хотя и снимался как игровой, воссоздал на экране фрагменты тех оперных спектаклей, которые действительно ставились силами Харбинского симфонического общества. Первой оперой, поставленной весной 1941 г. на сцене Концертного зала Железнодорожного собрания, был «Фауст» Ш. Гуно, как это и продемонстрировано в фильме. Опера «Пиковая дама», сцена из которой также показана в фильме, была поставлена в мае того же 1941 г. Таким образом, хотя действие фильма происходит в Харбине 1931-32 г., очевидцы и участники событий, артисты и зрители, могли легко соотнести эпизоды из фильма с фактами музыкальной жизни Харбина 1940-х.
В интервью, взятом газетой у режиссёра фильма и японских артистов 9 апреля 1943 г., указана предполагаемая продолжительность фильма (120 мин.) и предполагаемое число копий: всего 100 копий, из них 32 копии на японском языке и 20 копий для маньчжурских кинотеатров. Там же указывается, что фильм планируется для показа «в странах южных морей» и что «при протяжённости картины 9000 футов, отснято 35000 футов киноплёнки». Впрочем, неизвестно, шла ли речь о копиях для маньчжурских кинотеатров на русском языке или на китайском, и на какие ещё языки планировалось переводить фильм, но по-видимому, его все же снимали из расчёта широкого проката по всей Японской империи.
В фильме «Мой соловей» Маньчжурия и Китай показаны практически без коренного населения, в фильме есть только японцы и русские. В основном диалоги на русском языке, и лишь в немногочисленных сценах, где японские герои говорят между собой, они говорят по-японски. По предположению исследовательницы Ирины Мельниковой, фильм снимался в первую очередь для русского населения Маньчжурии, которое по приблизительным оценкам составляло к началу 1940-х годов около 70 тысяч человек. Теоретически русским зрителям должно было доставить радость то, что любимые харбинские артисты и музыканты оказались засняты в фильме. Наверняка это будило бы своего рода местный патриотизм, образцы которого то и дело встречаются на страницах харбинского еженедельника «Рубеж», подробно освещавшего культурную жизнь Харбина. Кроме того, зрители могли даже увидеть себя в массовых сценах, что удавалось русским эмигрантам в Азии очень редко, не то что в Европе и США, где заработок статиста выручал многих.
Съёмки фильма «Мой соловей» заняли год и четыре месяца, на него была затрачена в пять раз большая, чем обычно, сумма денег, и при всем дефиците плёнки в военное время, отснят был огромный материал, значительная часть которого не вошла в картину. Вокруг фильма кипели шпионские страсти, за съёмочной группой и актёрами приглядывали две разведки, советская и японская.

## Авторы
Продюсером фильма выступил Ивасаки Акира, кинокритик левого толка, активный деятель Японской пролетарской лиги кино конца 20-х годов, который открыто протестовал против принятого в 1939 г. Закона о кино, в результате Ивасаки провёл два года в тюрьме под следствием, а затем был приговорён к двум годам каторжных работ с отсрочкой исполнения приговора на три года. Именно тогда, после выхода из тюрьмы, он получил работу на студии «Манъэй» и стал координатором ряда проектов, в том числе проекта музыкального фильма с участием русских харбинцев.
Режиссёр фильма «Мой соловей» Симадзу Ясудзиро с начала 1930-х годов был признанным мастером мелодраматического жанра, особенно известны его фильмы «Наша соседка Яэ» (Тонари-но Яэ-тян, 1934) и «Брат и сестра» (Ани то соно имото, 1939). Музыкальный жанр также был ему близок, он не раз делал фильмы об артистах из музыкальных театров и кабаре в токийском районе Асакуса, например «Огни Асакусы» (浅草の灯, 1937). Даже во время войны Симадзу не снимал собственно военных картин, продолжая делать фильмы о любви и о семейных отношениях, окрашенные мягким юмором. Был у него и опыт работы над фильмом о Маньчжурии: на студии «Тохо» он снял фильм о Циндао «Зелёный простор» (Мидори но тайти, 1942). В центре внимания этого фильма была тема взаимоотношений японских предпринимателей и местной китайской элиты в строительстве канала, а также организации школ и детских приютов, присутствовали в сюжете и мелодраматические линии.
Композитор Хаттори Рёити — джазовый музыкант и аранжировщик, автор песенных хитов, джазовых композиций, музыки для кино, в юности был учеником дирижёра и музыканта из России Эммануила Меттера (Меттер учился в Петербургской консерватории у Н. Римского-Корсакова). Меттер был в определённом смысле связующим звеном между харбинскими и японскими музыкальными кругами. Оказавшись после 1917 г. в Харбине, он превратил оркестр КВЖД в первоклассный музыкальный коллектив и до своего приезда в 1925 г. в Японию воспитал в Маньчжурии множество учеников. В 1942 году, когда начались съёмки фильма «Мой соловей», Япония уже воевала с США, и американская музыка была под запретом, прежде всего это касалось джаза. В 1943 г. вышло распоряжение, запрещавшее не только слушать записи, но даже держать у себя пластинки с «музыкой врага», причем указание действовало и в Маньчжоу-Го. С русской музыкой у Японии был «нейтралитет», и внимание композитора Хаттори Рёити устремилось к жанру русского романса, маркированному к тому же как жанр эмиграции, не имеющий отношения к СССР.

режиссёр Ясудзиро Симадзу
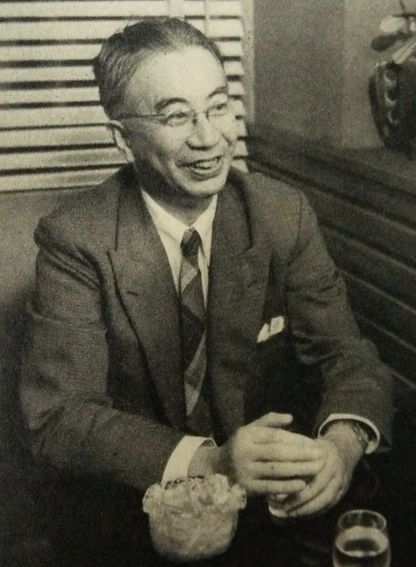
продюсер Дзиро Осараги
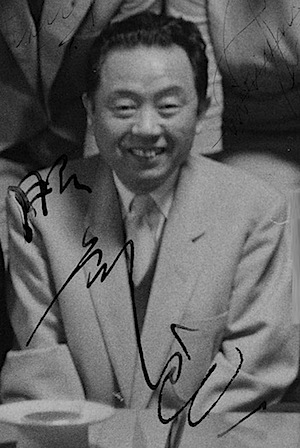
композитор Рёити Хаттори
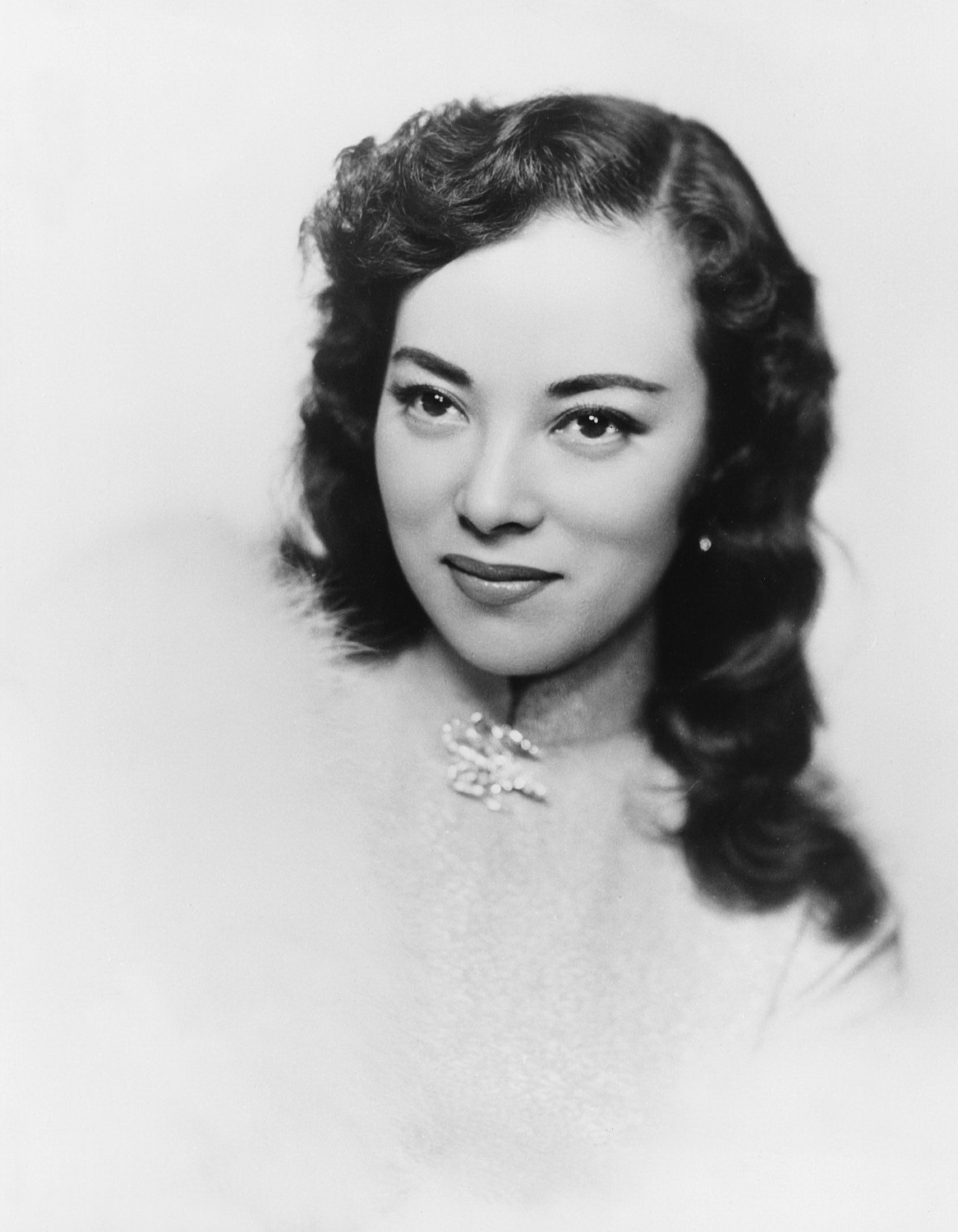
актриса Ли Сянлань

В фильме воспитанная русским оперным певцом японка Марико исполняет три произведения, два из них по жанру ближе всего к русскому романсу: «Персидская птичка» и «Мой соловей». «Мой Соловей» Хаттори Рёити (японский текст Сато Хатиро), по предположению Мельниковой, был написан под влиянием знаменитого романса «Соловей» А. А. Алябьева. Романс Хаттори с элегическим образом «соловья прежних дней» и его «песен о былом» («грустное сердце поёт о былом песню, что пел мне мой соловей») задавал тон фильму. В ноябре 1943 г., когда выпуск фильма на экраны все ещё казался вероятным, фирма Nippon Columbia выпустила пластинки с романсом «Мой соловей» и песней «Новые вечера», как обычно делалось в ходе рекламной компании новых картин. Хотя фильма так и не было в прокате, первый выпущенный в 1991 г. после сорокалетнего перерыва «ностальгический» альбом Ямагути Ёсико (в военные годы известной под псевдонимом Ли Сянлань) назывался «Мой соловей», и теперь уже ностальгия слушателей адресовалась имперско-колониальному прошлому и его песням.
Русские эмигранты сыграли свою роль и в жизни Ёсико Ямагути — японской певицы и актрисы, которая родилась и выросла в Маньчжурии, но в годы японо-китайской войны выдавала себя за китаянку Ли Сянлань. В школьные годы в Мукдене Ёсико подружилась с русской девушкой Любой Гринец. Когда Ёсико перенесла пневмонию, Люба порекомендовала ей русскую учительницу пения, полагая, что занятия вокалом помогут подруге укрепить дыхательную систему. Русская учительница пения, «госпожа Подресова», предопределила всю дальнейшую жизни Ямагути, пригласив 13-летнюю девочку выступить на одном из своих концертов, проводившихся для японской элиты. С этого выступления и началась история восхождения «интерконтинентальной звезды» Ли Сянлань.

## Сюжет
В 1918 году где-то на пограничных территориях между русским Дальним Востоком и китайской Маньчжурией покинувшие после революции Россию певцы и музыканты «императорского театра», во главе с басом Дмитрием Паниным, попадают в дом японского коммерсанта Сумиды. В благодарность за гостеприимство русские артисты исполняют романс Глинки, символически посвящая в мир русской музыки крошечную Марико, дочь коммерсанта. Нападение китайских хунхузов заставляет гостей и хозяев спешно бежать, и в перестрелке погибает жена Сумиды, сам он оказывается тяжело ранен и отстаёт от остальной группы. Растерявшие друг друга во время нападения беглецы оказываются в Харбине. Раненый коммерсант Сумида, отчаявшись найти певца Панина и узнать что-либо о своей жене и дочери, уезжает в Японию, а затем на южные острова. Тем временем, русский оперный певец Дмитрий Панин, удочеривший Марико, растит её, выступая со своей небольшой труппой по всему Китаю.
Год 1931-й, мы видим подросшую Марико, которой уже 15 лет. Панин не говорит ей о настоящих родителях и обучает пению. Чтобы помочь отцу, Марико продаёт цветы на улице, поскольку Панин не может продолжать оперную карьеру в Харбине, где во время исполнения партии Томского в «Пиковой даме» его освистывают «большевики». Уязвлённый певец не желает выступать в кабаре, чтобы не уронить честь «артиста императорских театров», и даже на благотворительном вечере отказывается выступить, посылая вместо себя Марико. Марико, которую отец называет «мой соловушка», дебютирует на летней эстраде в саду с песней «Мой соловей», исполняемой по-русски. Трудности вынуждают Панина решиться на отъезд из Харбина в Шанхай, куда перебрались уже многие русские артисты, но движение поездов остановлено из-за угрозы нападения «китайских бандитов». Напуганные беспорядками и грабежами со стороны китайцев, русские жители Харбина сетуют на свою беззащитность, а японское население организует отряды самообороны, строит баррикады, собирает в безопасном месте женщин и детей. И именно к японцам, «в самое безопасное место», приводит свою Марико певец Панин. Среди участников отряда самообороны Марико встречает и молодого японского художника Уэно, давно уже ей симпатизирующего (так представлены в фильме события, начавшиеся 18 сентября 1931 г. с организованного японскими военными под Мукденом взрыва железнодорожного полотна, что послужило предлогом ввода войск в Маньчжурию, а закончившиеся образованием 1 марта 1932 г. государства Маньчжоу-Го под эгидой японских военных. В фильме образование Маньчжоу-Го подразумевается благом для русских эмигрантов и шансом обрести стабильное правовое положение).
После торжественной встречи населением японских войск (японские войска вошли в Харбин 5 февраля 1932 г.), после пышного празднования, на котором выступают русские артисты, и Марико под звон бокалов с шампанским поёт песню «Новые вечера», в Харбине вновь расцветает классическая опера. Во время представления «Фауста» Панин-Мефистофель встречается с пришедшим в его гримёрную Сумидой, родным отцом Марико. Панин не желает расставаться с Марико, она тоже предпочитает приёмного русского отца родному, но совсем незнакомому японскому. Следует объяснение, после которого Сумида благородно оставляет дочь с Паниным, однако в следующем же акте певца прямо на сцене настигает удар. После напутствий Марико отправляться в Японию, «страну богов», Панин умирает, и на его могиле героиня, уже не трогательно-наивная дебютантка, а зрелая певица, снова исполняет тот же романс: «Грустное сердце поёт о былом песню, что пел мне мой соловей». На овальной фотографии могильного памятника надпись: «Артист Дмитрий Иванович Панин. Спи с миром, дорогой папочка».
Параллельно в фильме демонстрируются многочисленные музыкальные номера. Зрителю представлены сцены домашнего музицирования (русские певцы исполняют романс в доме Сумиды, Марико под аккомпанемент Панина поёт для русской гостьи у себя дома), сцены выступления русских музыкальных и танцевальных коллективов в кабаре (ансамбль балалаечников, струнный квартет, народные танцы), праздничный бал с выступлением артистов, фрагменты оперных постановок, сценическое исполнение русских народных песен.

## Актёры и герои
- Григорий Саяпин — певец Панин
- Ли Сянлань — Марико
- Эйтаро Синдо[англ.] — Тацуми
- Василий Томский — князь Разумовский
- Нина Энгельгардт — графиня Раевская
- Мацумото Мицуо — Уэно
- Курои Сюн — Сумида
- Фёдор Хмарин — Иван
- Сатико Тиба[яп.] — жена Сумиды

Русскими героями фильма, помимо певца Панина, князя Разумовского (ставшего в Харбине хозяином парикмахерской) и графини Раевской (меценатки и поклонницы Панина), а также комического персонажа кучера Ивана, являются харбинские артисты и публика. Оперный артист Панин (певец Григорий Саяпин), князь Разумовский (режиссёр и актёр драматической труппы Василий Томский), графиня Раевская (актриса и режиссёр театра оперетты Нина Энгельгардт) и наивно-добродушный верный слуга Иван (актёр комического амплуа Фёдор Хмарин) — это те герои, которые были приемлемы для японской колониальной администрации в фильме о русских. С одной стороны, декларировавшие верность российскому государю-императору артисты и аристократы воплощали идею монархизма, которая была созвучна императорскому культу в тогдашней Японии и в империи Маньчжоу-го, с другой стороны, известные и любимые русской публикой артисты, как фигуры публичные, уже самим участием в фильме агитировали за лояльность японским властям.
Японские персонажи фильма — это Тацуми, руководитель зарубежного отделения японской торговой компании, по ходу сюжета вырастающий в колониального чиновника высокого ранга, а также его подчинённый и друг Сумида, служащий той же компании. Артисты, исполняющие обе эти роли (Синдо Эйтаро и Курои Сюн), в фильме разговаривают по-русски. Дочка Сумиды Марико (актриса Ямагути Ёсико), а также её жених, молодой японский художник Уэно (актёр Мацумото Мицуо (松本光男)), представляют молодое поколение артистов, усвоившее лучшее в западной культуре и вернувшееся к своей японской идентичности. Актриса Ли Сянлань, звезда японского кино, не только разговаривает, но и поёт по-русски. С приёмным отцом она умело разливает чай из самовара, завтракает хлебом с маслом, но оказавшись среди японцев, без малейших затруднений переходит на японский язык и подкрепляется рисовыми колобками. Лингвистические способности, внешнее обаяние, вокальные данные актрисы позволили ей стать привлекательным символом «единой Азии», поющей одни и те же песни, а в фильме «Мой соловей» выходцы из России парадоксальным образом включены в эту общность как носители европейской музыкальной культуры.

## Отличие фильма от первоначального сценария
Во-первых, из фильма ушли сцены гражданской войны в России, где артистов эффектно преследовала женщина-командир красных партизан (журнал «Рубеж» сообщает, что в этой роли снята была харбинская наездница Маргарита Шильникова), а планы убитого старого скрипача и скрипки на снегу подчеркивали угрозу культуре, исходящую от большевиков. Сокращены сцены, показывающие русских певцов как монархистов: нет молитв «за упокой» императорской семьи, нет сцены обструкции, устроенной «красными» по идейным соображениям опере «Жизнь за царя». Вместо этого есть не вполне мотивированная сцена срыва «большевиками» спектакля «Пиковая дама», причем только титры и говорят о том, что клакёры именно «большевики». Значительно сокращена в фильме любовная линия между Марико и художником Уэно, а также сцены Марико с подругой Алей, девочкой смешанной крови. Можно предположить, что тему межрасовых и межнациональных союзов, отношений с местным населением постарались убрать. Очевидно, поправки предназначались для того, чтобы не раздражать китайскую и советскую сторону. Ивано Юити высказывает предположение, что фильм в конце концов не был показан ни в Маньчжурии, ни в Японии именно из-за опасений вызвать отрицательную реакцию советской стороны, столкновения с которой старались избежать.

## Отмена проката и дальнейшая судьба картины
«Мой соловей» считается фильмом, сделанным в 1943 г., и действительно, газета «Харбинское время» сообщает, что монтаж фильма закончен был 21 декабря 1943 г. Но Информационный отдел квантунской армии посчитал картину не пригодной к показу, и помощник режиссёра называет 24 марта 1944 г. как дату окончания монтажа. Видимо, та версия фильма, которую мы знаем, относится именно к 1944 г. Вплоть до лета 1944 г. в газете «Харбинское время» появлялись анонсы предстоящего показа фильма, но дата все время переносилась.
Фильм был показан впервые в Японии лишь спустя четыре с лишним десятилетия после того, как завершилась работа над ним. В 1984 году группа энтузиастов и собирателей архивного кино «Синэма Пуранэтто» под руководством Ясуи Ёсио обнаружила в Осака копию фильма на 16-миллиметровой плёнке продолжительностью 70 минут. Эта находка стала поводом к «открытию» картины: первой научной публикации о ней в книге критика и историка кино Сато Тадао, ряду публичных показов в Японии. Наконец, оказалось, что японская студия «Тохо», которая снимала фильм вместе с маньчжурской студией «Манъэй», все же имеет копию картины продолжительностью 99 минут, о чём много лет молчали. Фильм «Мой соловей» был включён в число национальных киношедевров и выпущен в 1990 году на VHS в серии «Полное собрание шедевров японского кино».

## Источник
- Мельникова, Ирина. Чей соловей? Отзвук песен русского Харбина в японском кино // Киноведческие записки. — 2010. — № 94—95. — С. 190—207.
- Подалко П. З. «Белые русские» в Маньчжурии. История создания фильма «Мой соловей» (1944) // Любимый Харбин — город дружбы России и Китая, Харбин, 28-30 октября 2022 года. — Владивосток: Владивостокский государственный университет, 2024. — С. 236—242.